# Lezhin Comics
Lezhin Comics — портал, основанный южнокорейским блогером Хан Хи Соном в 2013 году, для распространения вебтунов. Он базируется в Южной Корее, а его услуги предлагаются на корейском, японском и английском языках.

## История
Корейский блогер Хан Хи Сон запустил Lezhin Comics в июне 2013 года. К ноябрю 2014 года на портале было размещено более 400 вебтунов и мультфильмов, что сделало его крупнейшим издателем вебтунов в Южной Корее по состоянию на 2014 год. Контент создавался профессиональными карикатуристами и любителями, в том числе победителем Korea Content Awards 2013 года Ли Джин Ёном (Юл Ли) и обладателем премии Today's Cartoon Award 2014 Ю Аёном.
В апреле 2015 года Lezhin Comics запустила свои услуги в Японии. Сначала была запущена бета версия сайта, а в июле был открыт официальный веб-сайт. Уже в декабре 2015 года Lezhin Comics расширила спектр своих услуг, включив в него англоязычные регионы.
В мае 2017 года Lezhin стали крупнейшим акционером управляющего агентства UL Entertainment.
В апреле 2019 года Lezhin основала киностудию «Lezhin Studio». Его возглавил бывший руководитель Warner Bros. Pictures Korea и исполнительный директор Next Entertainment World Бён Сон Мин.

## Скандалы
В сентябре 2017 года Lezhin столкнулись со скандалом из-за их обращения с Хвисэк (회색, Грэй), автором «Хроник холодной луны» (월한강천록), которая объявила в Твиттере о разрыве своего контракта с Lezhin из-за того, что её заставили работать над своим вебтуном, несмотря на то, что она больна раком. В декабре 2017 года Хвисэк заявила в другом сообщении в своём блоге, что ей не платили за прибыль, полученную за её вебтун на китайском сервере в течение двух лет с момента первого платежа в 2015 году, и что это была истинная причина, по которой её контракт с Lezhin был разорван. Она также заявила, что ей не сообщили, сколько ей заплатит Lezhin, и не сообщили, когда в Китае закончится публикация её манхвы. Lezhin заявил, что они не получили ни оплаты за продажи, ни другой какой-либо информации из-за смены руководства в их китайском подразделении. В ответ Хвисэк связалась с китайской компанией, которая заявила иное. Также было обнаружено, что более десяти других художников также не получали зарплату.
В сентябре 2017 года Корейская ассоциация авторов вебтунов опубликовала заявление о проблемах с уплатой штрафа Lezhin за опоздание. Штраф взимается с художника в размере до 9% от его ежемесячного дохода, если он предоставит рукопись с опозданием более чем на два дня после установленной даты. В ноябре 2017 года Lezhin опубликовал заявление, в котором объявил, что штраф за опоздание будет отменён к 1 февраля 2018 года, чтобы дать трёхмесячный период для переговоров с художниками.
В декабре 2017 года стало известно о чёрном списке, в который Lezhin заносил имена недовольных художников, которых впоследствии исключали из рекламных мероприятий. В ответ Lezhin отрицали существование подобного списка. В январе 2018 года SBS сообщило об утечке электронного письма, в котором содержалось указание на исключение некоторых работ с главной страницы сайта и из всех рекламных мероприятий.
В январе 2018 года Lezhin объявили, что их контракты с авторами EunSong и Michii будут расторгнуты 6 февраля. Оба автора заявили, что их об этом проинформировал не Lezhin, а аккаунты в социальных сетях. Позже Lezhin заявили, что они подадут в суд на обоих авторов за распространение ложных слухов. 6 февраля перед офисом Lezhin Comics прошла акция протеста против судебных исков и плохого обращения с авторами.